# Express de Santiago Uno
Express de Santiago Uno S.A. —conocida simplemente como Express— fue una empresa chilena de transporte público que operó la totalidad de la Unidad de negocio 4 de la Red Metropolitana de Movilidad bajo concesión hasta septiembre de 2021. Su operación estaba basada en el eje vial oriente, nororiente, sur-poniente y norponiente del sistema de transporte de la ciudad de Santiago. Era una sociedad anónima cerrada, constituida por capitales colombianos, controlada por Inversiones Alsacia. Fue disuelta en diciembre de 2021, siendo absorbida por esta última.

## Historia

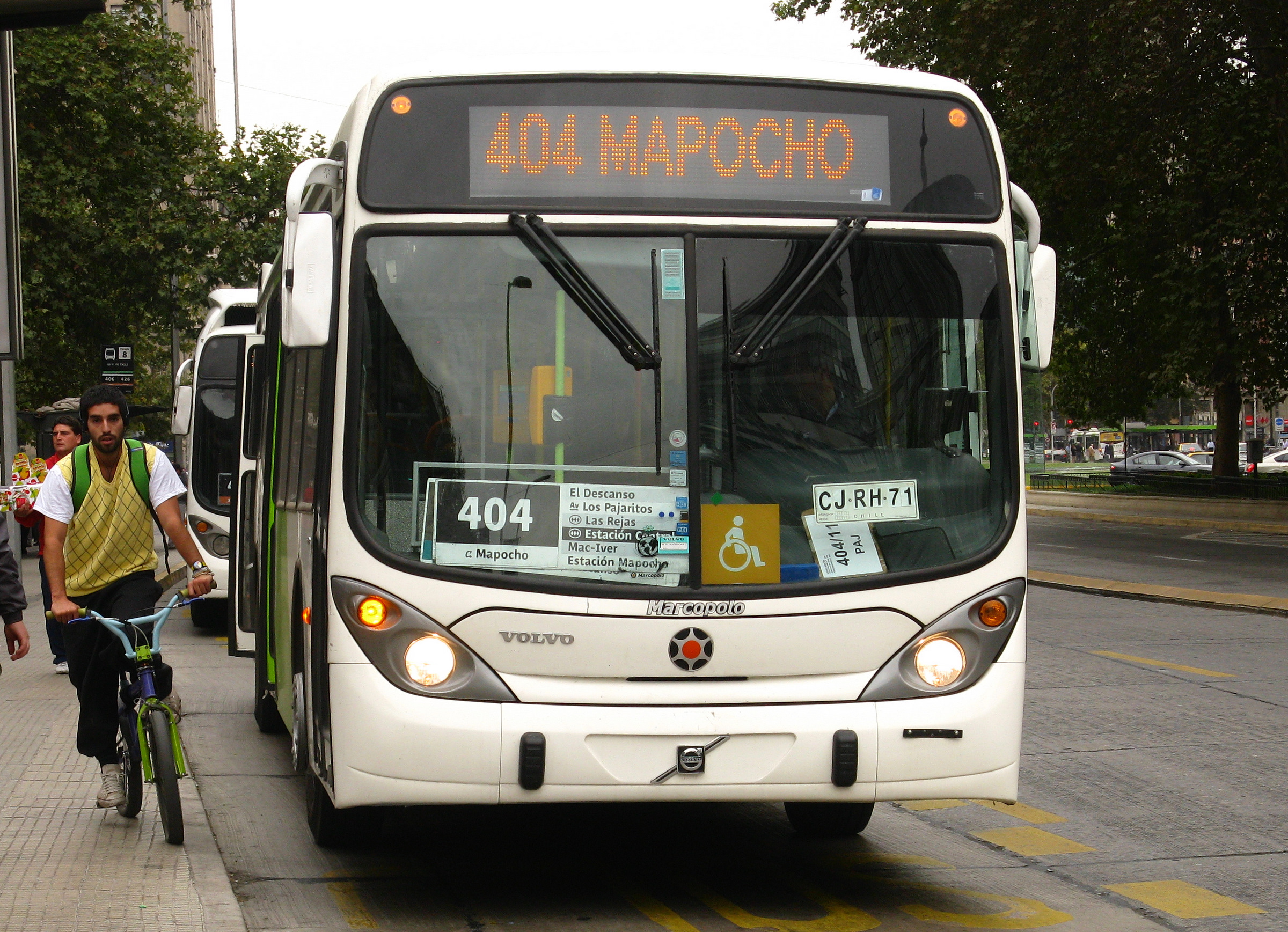
Recorrido 404, El Descanso - Mapocho operado por Express de Santiago Uno

Fue fundada el 22 de noviembre de 2004 para la licitación de vías del plan de transporte público de la ciudad de Santiago de Chile llamado Transantiago, postulando al Troncal 4 (recorridos 400) del mencionado sistema. A comienzo de 2005 ganó la licitación logrando adjudicarse el troncal al cual postuló. De esta manera comenzó con la compra de la flota de buses para operar los servicios que le fueron asignados, que en primera instancia correspondieron a recorridos de las Micros Amarillas. Fue una de las principales empresas del sistema Transantiago. Siendo, además, uno de los primeros operadores, junto con Subus Chile, en implementar en octubre del 2005 el modelo de buses articulados en Santiago.[cita requerida]
El 22 de octubre de 2005 asumió la operación de los recorridos de las Micros Amarillas que le fueron asignados en la primera fase del sistema. Esta etapa duró hasta el 9 de febrero de 2007, instancia en la que le fueron asignando y cancelando servicios correspondientes al antiguo sistema a medida que ingresaba nueva flota, la que estaba compuesta por vehículos con el estándar Transantiago y buses reacondicionados del sistema antiguo.
Desde el 10 de febrero de 2007, comenzó con la operación de los servicios correspondientes al Troncal 4 que se había adjudicado. Estos recorridos estaban numerados desde el 401 al 411 incluyendo variantes en algunos de ellos. En este período de operación se caracterizaba por ser del tipo oriente-poniente pasando por arterias urbanas como Alameda y Providencia, mayoritariamente. Sin embargo, en marzo de 2007 asumió la operación de un servicio clon metro, el 412, el cual fue implementado por la autoridad con el fin de descongestionar el ferrocarril metropolitano. Sus buses, al igual que todos los buses troncales, estaban pintados de color blanco con franja verde. El 2 de enero de 2008, comenzó a operar los servicios super expresos 414e, 415e, 416e, 417e, 418e, 419e y 420e, que anteriormente fueron realizados por buses de las empresas de transporte interurbano Turbus y Pullman Bus.[cita requerida]
No obstante, el 7 de agosto de 2010, incorporó a sus servicios los recorridos 304/c/e, 305/c/e, 309 y 316e, los cuales provenían desde el Troncal 3 perteneciente a Buses Gran Santiago. Estos servicios le fueron asignados luego de la relicitación de dicho troncal, siendo renumerados a 428/c/e, 425/c/e, 429 y 420e, respectivamente.

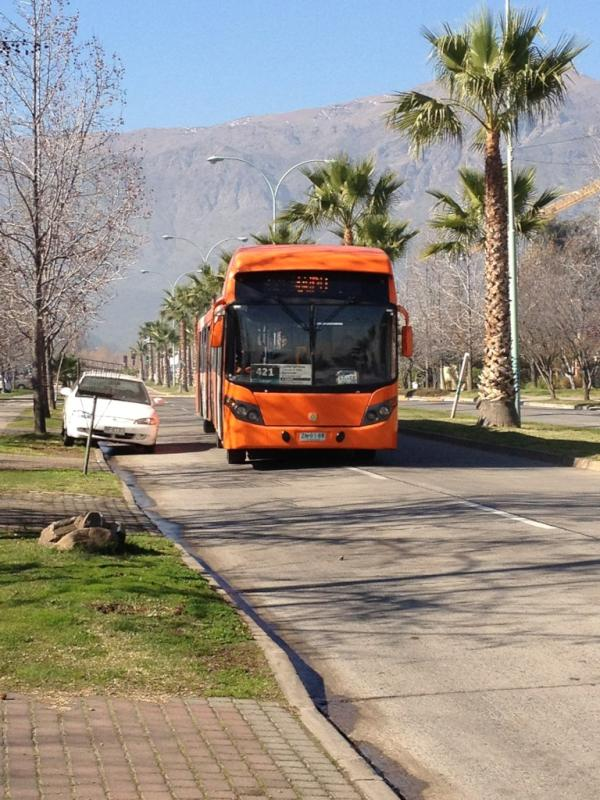
Servicio 421 en San Carlos de Apoquindo con su nuevo color introducido en 2012

En sus inicios era propiedad de la empresa colombiana Express del Futuro. Sin embargo, en 2011 fue adquirida en su totalidad por la familia Ríos Velilla, dueños de la firma Inversiones Alsacia. Con esto pasa a ser, en conjunto con Alsacia, el mayor operador del Transantiago.
Hacia 2011, el Ministerio de Transportes y Telecomunicaciones encabezado por Pedro Pablo Errázuriz decidió realizar una reestructuración del sistema, que consistía en la desaparición del concepto de zonas alimentadoras y los servicios troncales para crear la llamadas unidades de negocio. Este proceso de cambio se concreta el 1 de junio de 2012, en donde Express se adjudica los servicios correspondientes a la Zona D, administrada en ese entonces por la empresa STP Santiago. De esta manera pasa a ser el operador de la Unidad de negocio 4, cuyo color característico es el naranjo con una franja blanca en medio de los buses. Asimismo pierde la operación de los servicios 408 y 410 que fueron transferidos hacia la Inversiones Alsacia.
A contar del 3 y 5 de diciembre de 2016 respectivamente, perdió la operación de los servicios 424 y 416e, los cuales son reasignados a la empresa Metbus. Asimismo, el 11 de febrero de 2017, perdió nuevamente la operación de dos de sus recorridos. En dicho momento, los servicios D06 y D13, son reasignados a Buses Vule.
A finales de 2018 adquirió la operación de los servicios 101/c, 103, 106, 107/c, 108 y 117/c, operados hasta ese entonces por Inversiones Alsacia. Esto se enmarcó en el término de contrato de dicha empresa por lo que los servicios mencionados fueron transferidos el 23 de octubre del mismo año.
De acuerdo a los contratos de concesión del año 2004, Express poseía un plazo de operación de 13 años desde el inicio de la etapa de transición del sistema, esto es desde 2005 a 2018. Sin embargo, producto de una modificación su contrato fue ampliado a junio de 2019, el cual fue extendido posteriormente a junio de 2020.
El 27 de junio de 2020, enmarcado en el término de su contrato de operación, varios de servicios fueron transferidos hacia otras empresas. En efecto, hacia Metbus son traspasados los servicios 402, 404/c, 406, 407, 412, 414e, 415e, 418, 422/c, 426, 428c y 486. En la misma línea los recorridos 101, 106, 108, 401, 405, 413c, 417e, 419, 421, 423, 431c, 432n y 481 son transferidos a STP Santiago. En la instancia se renovó su período de concesión hasta diciembre de 2021. Sin embargo, el 23 de septiembre de 2021 Express de Santiago Uno transfirió la operación de esta unidad a la empresa Voy Santiago. Dicha transferencia fue autorizada por el ministerio del ramo, pasando todos los servicios y buses a manos del nuevo operador.
El 22 de enero de 2022, mediante el diario oficial de Chile, se dio a conocer que Inversiones Alsacia adquirió el 100% de las acciones de Express de Santiago Uno, con lo cual esta fue absorbida por la primera. En dicho acto, además, se informó que Express fue totalmente disuelta el 17 de diciembre de 2021.

## Terminales
La empresa contaba con 9 depósitos para su flota. Estos tenían la siguiente denominación y ubicación:[cita requerida]
- Huechuraba: Av. Recoleta 5151, Huechuraba.
- Lo Echevers: Camino Lo Echevers 351 (Ruta CH-194), Quilicura
- Pudahuel: Camino El Roble 200, Pudahuel.
- Maipú Régimen: Av. 5 Poniente 01601, Maipú.
- Maipú: Av. 5 Poniente 555, Maipú.
- Pajaritos: Av. Gladys Marín 6800, Estación Central.
- La Reina: Av. José Arrieta 9425, La Reina.
- Peñalolén: Av. Las Torres 6800, Peñalolén.
- Las Torres: Av. Diagonal Las Torres 2035, Peñalolén.
- María Angelica: María Angélica 3521, La Florida.

## Material rodante
Express de Santiago Uno comenzó la adquisición de su flota entre octubre de 2005 y marzo de 2006. En dicha oportunidad adquirió 422 buses articulados modelos Marcopolo Gran Viale y Busscar Urbanuss en chasis Volvo B9SALF y 104 buses rígidos Marcopolo Gran Viale en chasis Volvo B7RLE. Estos vehículos operaron en la primera fase de Transantiago, cuando aún estaba la malla de recorridos amarillos.
Sin embargo, entre noviembre de 2007 y junio de 2008, adquiere 85 buses rígidos, modelo Busscar Urbanuss Pluss en chasis Volvo B7RLE, debido a la falta de flota para operar nuevos recorridos que le asignaron. En enero de 2008 incorpora un bus Busscar Urbanuss Pluss en chasis Volvo B9SALF en reemplazo de un bus destruido ese mismo año.
Durante noviembre de 2010 y comienzos de febrero de 2011, incorpora 193 buses rígidos carrozados por Marcopolo, en modelo Gran Viale con chasis Volvo B7RLE. Estos buses fueron adquiridos por la incorporación de 8 recorridos provenientes del Troncal 3.
No obstante, entre agosto y diciembre de 2012, ingresa a sus filas 241 buses rígidos Marcopolo, modelo Gran Viale con chasis Scania K230UB y 167 minibuses carrozados por Volare, modelo W9 Urbano en chasis Agrale MA-9.2. Estos vehículos fueron adquiridos por la incorporación de los servicios D a sus operaciones. Además, durante 2013 adquiere 20 buses de Unión del Transporte. Estos correspondían a 19 vehículos Metalpar Tronador y 1 Marcopolo Gran Viale, todos en chasis Mercedes-Benz OH-1115LSB.
Entre marzo y septiembre del 2014, 38 buses nuevos carrozados por Marcopolo, modelo Gran Viale en chasis Volvo B290RLE, vendrían a engrosar la lista de Express. Estos contaban con puertas en ambos costados del bus.
En 2015, ingresa tres minibuses Volare de similares características a los adquiridos en 2012. Asimismo, en 2017 adquirió 2 buses Scania K280UB, modelos Caio Mondego II y Marcopolo Torino 2014 Low Entry, que cumplían con la norma Euro 6 de emisiones.
En octubre de 2018 adquiere 243 buses, entre rígidos y articulados, de Inversiones Alsacia. Estos vehículos estaban enmarcados en el traspaso de recorridos desde la desde dicha empresa tras el fin de su concesión.
A finales de 2020, enmarcado en la renovación de flota, adquirió 355 buses nuevos. Estos vehículos modelo Caio Mondego II en versión rígido y articulado estaban montados en chasis Scania K280UB y K320UA respectivamente. En el mismo período también ingresó 2 buses eléctricos marca Zongtong. Junto a esto dio de baja todos los buses adquiridos entre 2005 y 2008. Lo mismo hizo con los minibuses adquiridos en 2012. 
En diciembre de 2021, tras su disolución los buses que poseía fueron transferidos a la empresa Voy Santiago. 
La flota que poseía estaba compuesta de la siguiente forma:
- 729 buses rígidos
  - 39 Caio Mondego L, chasis Volvo B7RLE, año 2010, transmisión automática Voith. Traspasados de Inversiones Alsacia.
  - 182 Marcopolo Gran Viale, chasis Volvo B7RLE, año 2011, transmisión automática Voith.
  - 1 Marcopolo Gran Viale (patente DBFZ92), chasis Scania K230UB, año en 2011, transmisión automática ZF Ecomat. Bus que opera con Biodiésel.
  - 223 Marcopolo Gran Viale, chasis Scania K230UB, año 2012, transmisión automática ZF Ecomat. Adquiridos por renovación de flota.
  - 63 Marcopolo Gran Viale, chasis Volvo B290RLE Euro 5, año 2014, transmisión automática Voith.
  - 1 Caio Mondego II (patente HRPF40), chasis Scania K280UB, año 2017, transmisión automática ZF Ecolife.
  - 1 Marcopolo Torino Low Entry 2014 (patente HVFH31), chasis Scania K280UB, año2 2017, transmisión automática ZF Ecolife.
  - 220 Caio Mondego II, chasis Scania K280UB, año 2020, transmisión automática ZF Ecolife. Estándar Red.

- 2 buses eléctricos
  - 1 Zongtong LCK6122EVG (patente LXVR11), año 2020. Estándar Red.
  - 1 Zongtong LCK6180EVG (patente LXVV90), articulado, año 2020. Estándar Red.

- 135 buses articulados
  - 135 Caio Mondego II, chasis Scania K320UA, transmisión automática ZF Ecolife, año 2020. Estándar Red.

## Recorridos
Express de Santiago Uno durante su existencia operó diferentes recorridos, los cuales pertenecieron a las Micros amarillas y al Transantiago, actual Red Metropolitana de Movilidad. En las micros amarillas operó una malla de servicios que le fueron asignados de acuerdo a su contrato de concesión, los que operó desde el 22 de octubre de 2005 hasta el 9 de febrero de 2007 en las distintas fases de esta etapa. Dentro del sistema Transantiago tuvo a su cargo todos los servicios de buses correspondientes al Troncal 4 desde el 10 de febrero de 2007 al 31 de mayo de 2012. Posteriormente operó la totalidad de la Unidad de negocio 4 de la Red Metropolitana de Movilidad.

### Primera etapa Transantiago
El 22 de octubre de 2005, se adjudicó varios recorridos de las micros amarillas con los cuales estrenó sus nuevos buses en chasis Volvo B7RLE y B9SALF. Durante esta etapa del sistema Transantiago, específicamente en las fases 1A, 1B y 1C, la empresa adquirió de forma paulatina los recorridos que le fueron asignados.
A continuación, se detalla la malla de recorridos que tuvo Express durante la primera etapa de implementación del Transantiago. Estos servicios funcionaron tanto con buses estándar como buses reacondicionados del sistema anterior:
| Recorrido | Inicio          | Fin              |
| --------- | --------------- | ---------------- |
| 141       | Maipú           | Huechuraba       |
| 173       | Plaza Oeste     | Zapadores        |
| 184       | Maipú           | Huechuraba       |
| 204       | Pudahuel        | Vitacura         |
| 205       | Cerro Navia     | Lo Barnechea     |
| 209       | Pudahuel        | Peñalolén        |
| 212       | Maipú           | Peñalolén        |
| 219       | Cerro Navia     | Peñalolén        |
| 230       | Pudahuel        | Las Condes       |
| 231       | Maipú           | Las Condes       |
| 232       | Maipú           | Las Condes       |
| 241       | Maipú           | La Reina         |
| 243       | Peñalolén       | El Montijo       |
| 245       | Maipú           | La Reina         |
| 246       | Peñalolén       | Cerro Navia      |
| 248       | Teniente Merino | Lo Barnechea     |
| 304       | Maipú           | Huechuraba       |
| 307       | Maipú           | Renca            |
| 332       | Maipú           | Vitacura         |
| 337       | Peñalolén       | Estación Central |
| 357       | Puente Alto     | Maipú            |
| 359       | Maipú           | La Florida       |
| 375       | Cerro Navia     | La Florida       |
| 379       | Peñalolén       | Maipú            |
| 380       | Maipú           | Macul            |
| 381       | Maipú           | Plaza Italia     |
| 390       | Centro          | Peñalolén        |
| 403       | Maipú           | Plaza Italia     |
| 405       | Pudahuel        | La Florida       |
| 407       | Peñalolén       | Las Rejas        |
| 431       | Maipú           | Plaza Italia     |
| 603       | La Reina        | Maipú            |
| 615       | Ciudad Satélite | La Reina         |
| 619       | Maipú           | Lo Hermida       |
| 630       | Pudahuel Sur    | Huechuraba       |
| 634       | Peñalolén       | Maipú            |
| 706       | Renca           | Maipú            |
| 713       | Plaza Oeste     | Estación Central |
| MB-33     | Metro Pajaritos | La Farfana       |
| MB-34     | Metro Pajaritos | Cerro Navia      |

### Troncal 4
Express de Santiago Uno operaba los servicios correspondientes al Troncal 4, a partir del 10 de febrero de 2007 y hasta el 31 de mayo de 2012. Con el paso de los años varios de ellos se han incorporado y eliminado desde entonces. A continuación una lista de los servicios que operaba en este período:
| Recorrido | Inicio               | Fin                     |
| --------- | -------------------- | ----------------------- |
| 401       | Maipú                | Las Condes              |
| 402       | Pudahuel             | Mapocho                 |
| 403       | Santa Ana            | La Reina                |
| 404       | El Descanso          | Mapocho                 |
| 404c      | El Descanso          | Las Rejas               |
| 405       | Plaza Italia         | Cantagallo              |
| 406       | Pudahuel             | Cantagallo              |
| 406c      | Escuela Militar      | Cantagallo              |
| 407       | ENEA                 | Hospital Dipreca        |
| 408       | Renca                | Mapocho                 |
| 409       | Mapocho              | Plaza San Enrique       |
| 410       | Renca                | Providencia             |
| 411       | Providencia          | Plaza San Enrique       |
| 412       | San Pablo            | La Reina                |
| 413       | Maipú                | Providencia             |
| 413c      | Av. Portales         | Las Rejas               |
| 413v      | Av. Portales         | Plaza de Maipú          |
| 414e      | Pudahuel             | Los Trapenses           |
| 415e      | Pudahuel             | Manquehue               |
| 416e      | Maipú                | Vitacura                |
| 417e      | Maipú                | Manquehue               |
| 418       | ENEA                 | Av. Tobalaba            |
| 419       | Villa Los Héroes     | Plaza Italia            |
| 419c      | Villa Los Héroes     | Santiago Bueras         |
| 420e      | Escuela Militar      | Lo Hermida              |
| 421       | Maipú                | San Carlos de Apoquindo |
| 422       | Pob. Teniente Merino | La Reina                |
| 423       | Segunda Transversal  | Plaza Italia            |
| 424       | Pudahuel Sur         | La Moneda               |
| 425       | Rigoberto Jara       | Lo Hermida              |
| 425c      | Rigoberto Jara       | Escuela Militar         |
| 426       | Pudahuel             | La Dehesa               |
| 426c      | Escuela Militar      | La Dehesa               |
| 427       | Pudahuel             | Hosp. Dipreca           |
| 427c      | Escuela Militar      | Hosp. Dipreca           |
| 428       | Quilicura            | La Cisterna             |
| 428c      | Pudahuel             | La Cisterna             |
| 428e      | Quilicura            | La Cisterna             |
| 429       | Lo Echevers          | Lo Hermida              |
| 429c      | Quilicura            | Tobalaba                |
| 430       | Quilicura            | La Dehesa               |
| 431       | Maipú                | Plaza Italia            |
| 431c      | Nueva San Martín     | Las Rejas               |
| 431v      | Nueva San Martín     | Plaza de Maipú          |

### Unidad de negocio 4
En junio de 2012, renovó su contrato, manteniendo los recorridos 400 y adjudicándose los servicios D, en la Unidad de negocio 4. De esta manera, sus buses fueron pintados de color naranjo con franja blanca. Los servicios que operaba, hasta septiembre de 2021, son los siguientes:

#### Servicios 100
| Recorrido | Inicio             | Fin               |
| --------- | ------------------ | ----------------- |
| 103       | Providencia        | San Joaquín       |
| 107       | Ciudad Empresarial | Av. Departamental |
| 107c      | Ciudad Empresarial | Plaza Renca       |
| 117       | Vespucio Norte     | San Joaquín       |
| 117c      | Huechuraba         | Providencia       |

#### Servicios 400
| Recorrido | Inicio           | Fin               |
| --------- | ---------------- | ----------------- |
| 401c      | Escuela Militar  | Las Condes        |
| 403       | Santa Ana        | La Reina          |
| 405c      | Plaza Italia     | Cantagallo        |
| 406c      | Escuela Militar  | Av. El Rodeo      |
| 409       | Mapocho          | Plaza San Enrique |
| 411       | Providencia      | Plaza San Enrique |
| 420e      | Escuela Militar  | Lo Hermida        |
| 425       | Rigoberto Jara   | Lo Hermida        |
| 428       | Quilicura        | La Cisterna       |
| 428e      | Los Libertadores | La Cisterna       |
| 429       | Lo Echevers      | Lo Hermida        |
| 429c      | Quilicura        | Tobalaba          |
| 430       | Quilicura        | La Dehesa         |
| 435       | Quilicura        | Vitacura          |

#### Servicios D
| Recorrido | Inicio              | Fin                  |
| --------- | ------------------- | -------------------- |
| D01       | Plaza Egaña         | Antupirén            |
| D02       | Irarrázaval         | Álvaro Casanova      |
| D03       | Toesca              | Las Parcelas         |
| D03c      | Plaza Egaña         | Las Parcelas         |
| D05       | Maria Angélica      | Franklin             |
| D07       | Diagonal Las Torres | Franklin             |
| D07c      | Diagonal Las Torres | Los Presidentes      |
| D08       | Av. Grecia          | Francisco Bilbao     |
| D09       | Av. Grecia Oriente  | Manuel Montt         |
| D10       | Carlos Valdovinos   | Diagonal Las Torres  |
| D11       | Diagonal Las Torres | Mall Alto Las Condes |
| D14       | Pedrero             | Quilín               |
| D15       | Diagonal Las Torres | La Reina Alta        |
| D16       | María Angélica      | Francisco Bilbao     |
| D17       | Alto Macul          | Quilín               |
| D17v      | Las Pircas          | Quilín               |
| D18       | Álvaro Casanova     | Santa Isabel         |
| D20       | Diagonal Las Torres | Av. Las Torres       |